# Novembre 1798

## Événements
- 3 novembre :
  - combat de Kapelle-op-den-Bos.
  - Combat de Londerzeel.

- 5 novembre : bataille de Bornem.

- 11 novembre : deuxième combat de Diest.

- 12 novembre : bataille de Meerhout.

- 13 au 15 novembre : siège de Diest.

- 20 novembre : capture de l'USS Retaliation par le Volontaire et l'Insurgente.

- 23 novembre : bataille de Mol.

- 24 novembre :
  - Les Napolitains entrent en guerre et marchent sur Rome, où le roi de Naples entre le 29[1].
  - France : création d’un impôt sur les portes et les fenêtres.

- 26 novembre : combat de Jodoigne.

- 27 novembre :
  - combat de Beauvechain.
  - Combat de Marilles.

- 28 novembre : combat de Hélécine.

- 29 novembre, Saint-Pétersbourg : la Russie s’allie avec le roi de Naples[2].

## Naissances
- 29 novembre : Alexandre Brioullov, peintre et architecte russe († 9 janvier 1877).

## Décès
- 6 novembre (16 brumaire An VII) : François Marie Salembier, chauffeur et bandit de grand chemin, guillotiné
- 19 novembre (29 brumaire An VII) : Theobald Wolfe Tone, rebelle irlandais et chef de brigade de la France républicaine (il se suicide en attendant son exécution).
- 28 novembre : Thomas-François de Grace (né en 1713), économiste et agronome français.
- 29 novembre : François Cretté-Palluel (né en 1741), agronome français.